# Kochinda
Kochinda é uma cidade no distrito de Sambalpur, no estado indiano de Orissa.

## Geografia
Kochinda está localizada a 21° 44′ N, 84° 21′ L. Tem uma altitude média de 220 metros (721 pés).

## Demografia
Segundo o censo de 2001, Kochinda tinha uma população de 13,584 habitantes. Os indivíduos do sexo masculino constituem 51% da população e os do sexo feminino 49%. Kochinda tem uma taxa de literacia de 66%, superior à média nacional de 59.5%: a literacia no sexo masculino é de 71% e no sexo feminino é de 60%. Em Kochinda, 12% da população está abaixo dos 6 anos de idade.